# Пенелопа еквадорська
Пенелопа еквадорська (Penelope dabbenei) — вид куроподібних птахів родини краксових (Cracidae).

## Поширення
Незважаючи на назву, вид поширений вузькою смугою на східній стороні Анд у південній Болівії та північно-західній Аргентині. Населяє хмарний ліс в регіоні Юнга і воліє ділянки з великими деревами. Іноді трапляється на невеликих ділянках або в молодому вторинному лісі.